# Петропавловская волость (Старобельский уезд)
Петропа́вловская во́лость — историческая административно-территориальная единица Старобельского уезда Харьковской губернии с центром в слободе Петропавловка.
По состоянию на 1885 год состояла из 2 поселений, 1 сельской общины. Население — 3510 человек (1593 мужского пола и 1917 — женского), 678 дворовых хозяйств.
|                       | Площадь, десятин | В том числе пахотной, дес. |
| --------------------- | ---------------- | -------------------------- |
| Сельских общин        | 9778             | 5935                       |
| Частной собственности | —                | —                          |
| Другой собственности  | 99               | 18                         |
| В целом               | 9877             | 5953                       |

Основное поселение волости по состоянию на 1885 год:
- Петропавловка — бывшая государственная слобода при реке Евсуг в 80 верстах от уездного города, 2775 человек, 536 дворовых хозяйств, православная церковь, школа, почтовая станция, лавка, 4 ярмарки в год.